# The Voice Kids/Staffel 8
Die achte Staffel der deutschen Gesangs-Castingshow The Voice Kids wurde vom 23. Februar bis zum 26. April 2020 im Fernsehen erstausgestrahlt. Moderiert wurde die achte Staffel von Thore Schölermann und Melissa Khalaj. Die Jury bestand aus Florian Sump und Lukas Nimscheck von der Musikgruppe Deine Freunde im Doppelstuhl, der ESC-Siegerin Lena Meyer-Landrut, dem Popsänger Sasha und dem ehemaligen The-Voice-Finalist Max Giesinger. Die Gewinnerin der achten Staffel war Lisa-Marie Ramm.

## Erste Phase: Die Blind Auditions
Folgende Kandidaten erhielten alle vier Jury-Stimmen: Gianna, Jason, Lisa-Marie, Marc, Mariebelle, Naima, Nikolas, Nora Arvena, Paula, Phil, Rebeca, Renata, Reza, Rune, Suzan, Timur, Viwvareeya, Vladi, Yaiza und Yike. Von diesen zwanzig Talenten haben sich jeweils acht für Lena Meyer-Landrut und Sasha, drei für Max Giesinger und eine für Deine Freunde als Coach entschieden.
| Folge  | Die Coaches und ihre Kandidaten                                        | Die Coaches und ihre Kandidaten                                                        | Die Coaches und ihre Kandidaten                                        | Die Coaches und ihre Kandidaten                                                               |
| Folge  | Max Giesinger                                                          | Lena Meyer-Landrut                                                                     | Deine Freunde                                                          | Sasha                                                                                         |
| ------ | ---------------------------------------------------------------------- | -------------------------------------------------------------------------------------- | ---------------------------------------------------------------------- | --------------------------------------------------------------------------------------------- |
| 01     | Paula (14 Jahre)                                                       | Nikolas (11 Jahre) Liana (10 Jahre) Luca (12 Jahre) Renata (8 Jahre)                   | David (11 Jahre) Anastasija (9 Jahre)                                  | Lisa-Marie (14 Jahre)                                                                         |
| 02     | Benedikta (12 Jahre) Mayumi (12 Jahre) Phil (13 Jahre)                 | Yike (10 Jahre)                                                                        | Rebeca (10 Jahre) Sila (12 Jahre) Tina (14 Jahre)                      | Kathrin (11 Jahre) Rune (14 Jahre)                                                            |
| 03     | Cathleen (15 Jahre) Nils (12 Jahre)                                    | Anna P. (14 Jahre) Bouchra (14 Jahre) Enno (12 Jahre) Reza (15 Jahre) Suzan (13 Jahre) | Learta (10 Jahre) Leroy (13 Jahre)                                     | Miguel (11 Jahre)                                                                             |
| 04     | Charis & Joleen (13 Jahre) Luc (13 Jahre)                              | Bjondi (12 Jahre)                                                                      | Brinn (10 Jahre) Mireille (9 Jahre) Paula Sophie (14 Jahre)            | Igor (13 Jahre) Marc (13 Jahre) Naima (13 Jahre) Nora Arvena (14 Jahre) Viwvareeya (13 Jahre) |
| 05     | Alija (13 Jahre) Daniella (15 Jahre) Gianna (13 Jahre)                 | Kira Mae (15 Jahre) Mariebelle (10 Jahre) Vladi (14 Jahre)                             | Brianna (12 Jahre) Elin (11 Jahre) Henry (14 Jahre) Rosalie (13 Jahre) | Marius (13 Jahre)                                                                             |
| 06     | Michelle (14 Jahre) Mats (13 Jahre) Anja (14 Jahre) Daantje (11 Jahre) | Yaiza (12 Jahre)                                                                       | Stella (15 Jahre)                                                      | Bjorn (13 Jahre) Coco (14 Jahre) Jason (15 Jahre) Lilyana (15 Jahre) Timur (13 Jahre)         |
| Gesamt | 15                                                                     | 15                                                                                     | 15                                                                     | 15                                                                                            |

## Zweite Phase: Battle Round
In der 8. Staffel konnten sich insgesamt 60 Kinder während der „Blind Auditions“ für die zweite Runde qualifizieren, somit waren in jedem Team 15 Kandidaten vertreten. Jeweils drei Kinder aus einem Team traten gegeneinander an. Nur einer erreichte die nächste Runde, die Sing Offs.
| Folge | Battle | Kandidaten | Kandidaten      | Kandidaten | Song                                                 | Team          | Gast-Coach          |
| ----- | ------ | ---------- | --------------- | ---------- | ---------------------------------------------------- | ------------- | ------------------- |
| 07    | 1      | Mariebelle | Renata          | Liana      | I’ll Be There for You von The Rembrandts             | Lena          |                     |
| 07    | 2      | Mats       | Alija           | Phil       | Not About Angels von Birdy                           | Max           | Lina Larissa Strahl |
| 07    | 3      | Elin       | David           | Learta     | Emanuela von Fettes Brot                             | Deine Freunde |                     |
| 07    | 4      | Naima      | Nora Arvena     | Kathrin    | You Can’t Hurry Love von The Supremes                | Sasha         |                     |
| 07    | 5      | Stella     | Paula Sophie    | Rosalie    | Mensch von Herbert Grönemeyer                        | Deine Freunde |                     |
| 07    | 6      | Enno       | Yike            | Nikolas    | I Dreamed a Dream von Rose Laurens                   | Lena          |                     |
| 07    | 7      | Daniella   | Cathleen        | Gianna     | Scars to Your Beautiful von Alessia Cara             | Max           | Lina Larissa Strahl |
| 07    | 8      | Rune       | Jason           | Marius     | In My Blood von Shawn Mendes                         | Sasha         | Nico Santos         |
| 07    | 9      | Luca       | Vladi           | Reza       | Who Wants to Live Forever von Queen                  | Lena          |                     |
| 08    | 1      | Sila       | Tina            | Henry      | Wrapped Up von Olly Murs feat. Travie McCoy          | Deine Freunde |                     |
| 08    | 2      | Anna       | Bouchra         | Suzan      | Señorita von Camilla Cabello und Shawn Mendes        | Lena          |                     |
| 08    | 3      | Marc       | Lilyana         | Bjorn      | Sweet Child O’Mine von Guns N' Roses                 | Sasha         |                     |
| 08    | 4      | Rebeca     | Mireille        | Anastasija | When you Believe von Mariah Carey & Whitney Houston  | Deine Freunde |                     |
| 08    | 5      | Timur      | Igor            | Miguel     | 10.000 Hours von Dan + Shay und Justin Bieber        | Sasha         |                     |
| 08    | 6      | Michelle   | Charis & Joleen | Nils       | Traffic Lights von Lena Meyer-Landrut                | Max           |                     |
| 08    | 7      | Coco       | Lisa-Marie      | Viwvareeya | This Is Me aus The Greatest Showman                  | Sasha         |                     |
| 09    | 1      | Brianna    | Leroy           | Brinn      | The never ending Story aus Die unendliche Geschichte | Deine Freunde |                     |
| 09    | 2      | Mayumi     | Anja            | Paula      | Torn von Natalie Imbruglia                           | Max           |                     |
| 09    | 3      | Bjondi     | Yaiza           | Kira Mae   | Make You Feel My Love von Adele                      | Lena          |                     |
| 09    | 4      | Benedikta  | Luc             | Daantje    | Abenteuerland von Pur                                | Max           | Lina Larissa Strahl |

## Dritte Phase: Die Sing-Offs
Die fünf Gewinner aus den Battles traten im jeweiligen Team nochmals gegeneinander an. Dort sangen sie erneut ihre Songs aus den Blind Auditions. Der eigene Coach durfte dann zwei Kinder aus dem eigenen Team mit ins Finale nehmen.
| Episode | Coach         | Kandidat     | Song                                                 |
| ------- | ------------- | ------------ | ---------------------------------------------------- |
| 08      | Sasha         | Nora Arvena  | I'd Rather Go Blind von Etta James                   |
| 08      | Sasha         | Timur        | U Remind Me von Usher                                |
| 08      | Sasha         | Lisa-Marie   | Run von Snow Patrol                                  |
| 08      | Sasha         | Marc         | Welcome to the Jungle von Guns N' Roses              |
| 08      | Sasha         | Jason        | Bruises von Lewis Capaldi                            |
| 09      | Lena          | Suzan        | Dance Monkey von Tones and I                         |
| 09      | Lena          | Bjondi       | Like the Piano von Sampha                            |
| 09      | Lena          | Liana        | Dear Future Husband von Meghan Trainor               |
| 09      | Lena          | Reza         | Nessun dorma von Giacomo Puccini                     |
| 09      | Lena          | Nikolas      | Someone You Loved von Lewis Capaldi                  |
| 09      | Max           | Phil         | Broken Vow von Lara Fabian                           |
| 09      | Max           | Gianna       | Fell in Love with a Boy von Joss Stone               |
| 09      | Max           | Luc          | Heaven von Bryan Adams                               |
| 09      | Max           | Nils         | Wannsee von Die Toten Hosen                          |
| 09      | Max           | Paula        | Heroes von David Bowie                               |
| 09      | Deine Freunde | Sila         | No Roots von Alice Merton                            |
| 09      | Deine Freunde | Paula Sophie | Blinde Passagiere von Johannes Oerding               |
| 09      | Deine Freunde | Leroy        | Journey to the Past aus Stephen Flaherty's Anastasia |
| 09      | Deine Freunde | David        | Straßenjunge von Sido                                |
| 09      | Deine Freunde | Anastasija   | Endless Love von Lionel Richie & Diana Ross          |

## Vierte Phase: Das Finale
| Episode | Startnr.     | Name                             | Songs         | Coach |
| ------- | ------------ | -------------------------------- | ------------- | ----- |
| 10      |              |                                  |               |       |
| 1       | Phil         | Hallelujah von Leonard Cohen     | Max           |       |
| 2       | Gianna       | Don’t Start Now von Dua Lipa     | Max           |       |
| 3       | Liana        | Jungle Drum von Emilíana Torrini | Lena          |       |
| 4       | Nikolas      | Before You Go von Lewis Capaldi  | Lena          |       |
| 5       | Paula Sophie | Irgendwas bleibt von Silbermond  | Deine Freunde |       |
| 6       | Leroy        | Titanium von David Guetta & Sia  | Deine Freunde |       |
| 7       | Marc         | The Show Must Go On von Queen    | Sasha         |       |
| 8       | Lisa-Marie   | Without You von Mariah Carey     | Sasha         |       |

## Fünfte Phase: Voting-Runde
Die vier Gewinner der vierten Phase Phil, Nikolas, Leroy und Lisa-Marie sangen jeweils einen weiteren Song. Währenddessen konnten die Zuschauer per Televoting für ihren Favoriten abstimmen. Die Siegerin wurde die 15-jährige Lisa-Marie.
| Episode | Startnr. | Name       | Song                                    | Coach         |
| ------- | -------- | ---------- | --------------------------------------- | ------------- |
| 10      | 1        | Phil       | Angels von Sarah McLachlan              | Max           |
| 10      | 2        | Nikolas    | Skyscraper von Demi Lovato              | Lena          |
| 10      | 3        | Leroy      | Somewhere Only We Know von Keane        | Deine Freunde |
| 10      | 4        | Lisa-Marie | The Voice Within von Christina Aguilera | Sasha         |

## Einschaltquoten
| Nr. (Staffel) | Nr. (gesamt) | Sendung             | Datum                | Zuschauer | Zuschauer       | Marktanteil | Marktanteil     |
| Nr. (Staffel) | Nr. (gesamt) | Sendung             | Datum                | Gesamt    | 14 bis 49 Jahre | Gesamt      | 14 bis 49 Jahre |
| ------------- | ------------ | ------------------- | -------------------- | --------- | --------------- | ----------- | --------------- |
| 01            | 58           | Blind Auditions     | So, 23. Februar 2020 | 2,64 Mio. | 1,12 Mio.       | 12,0 %      | 12,7 %          |
| 02            | 59           | Blind Auditions     | So, 1. März 2020     | 2,32 Mio. |                 |             | 7,2 %           |
| 03            | 60           | Blind Auditions     | So, 8. März 2020     | 2,55 Mio. |                 | 8,2 %       | 11,0 %          |
| 04            | 61           | Blind Auditions     | So, 15. März 2020    | 2,60 Mio. |                 | 7,7 %       | 9,2 %           |
| 05            | 62           | Blind Auditions     | So, 22. März 2020    | 2,50 Mio. |                 |             | 8,1 %           |
| 06            | 63           | Blind Auditions     | So, 29. März 2020    | 2,50 Mio. |                 | 6,7 %       | 8,4 %           |
| 07            | 64           | Battles             | So, 5. April 2020    | 2,06 Mio. |                 |             |                 |
| 08            | 65           | Battles + Sing-Offs | So, 12. Apr. 2020    | 1,82 Mio. |                 |             |                 |
| 09            | 66           | Battles + Sing-Offs | So, 19. Apr. 2020    | 1,80 Mio. |                 |             |                 |
| 10            | 67           | Finale              | So, 26. Apr. 2020    | 2,27 Mio. |                 |             |                 |